# Гонам
Гонам (якут. Гуонаам) — річка на Далекому Сході Росії, протікає по території Нерюнгринського та Алданського улусів Республіки Саха (Якутія). Ліва притока річки Учур. Належить до водного басейну Лени → моря Лаптєвих.

## Географія
Річка бере свій початок на південних схилах гори Тіптур (1620 м), за 1 км на північ від кордону з Амурською областю (північні схили Станового хребта), на висоті близько 1300 м над рівнем моря. Тече по Алданському нагір'ї. На всій протяжності річища Гонам тече, в основному, на північний схід, у звивистому руслі, у відносно широкій, місцями заболоченій долині аж до хребта Колтан-Джур. При перетині хребта, долина річки звужується, русло стає порожистим. При виході із хребта, долина на деякий час знову розширюється, але при входженні у Сутамо-Гокамський хребет, знову звужується, русло знову стає порожистим, аж до впадіння у річку Учур на кордоні з Хабаровським краєм.
Довжина річки — 686 км, а від витоку Гонам до гирла Учур довжина складає 952 км, це на 140 км більше ніж довжина самої Учур (812 км), площа басейну — 55600 км². Це найбільша притока Учур. Повне падіння рівня русла від витоку до гирла становить 1010 м, що відповідає середньому похилу русла — 1,47 м/км.
Швидкість течії міняється в залежності від рельєфу, і коливається від 0,4-1,1 м/с — у верхній течії до 0,8-1,2 — в середній, в гірських хребтах до 1,4-1,7 м/с, в нижній — 1,0-1,3, місцями до 1,6 м/с. Ширина русла у верхній течії доходить до 45-50 м, при глибині до 0,5-1,5 м, в середній течії ширина доходить до 100—130 м, місцями до 210 м, в гірській місцевості звужується до 55 м, при глибині — 2,0-2,9 м; в нижній течії ширина коливається від 132—150 до 250—330 м, місцями звужується до 89 м, при глибині — до 2,0-2,9 м, місцями до 3,8-5,0 м. Дно русла складається із твердих ґрунтових порід, в середній та нижній течії — в основному, кам'янисте.

## Історія
Перша згадка про річку відноситься до 1643 року, коли російські землепрохідці на чолі з Василем Поярковим вийшли по Алдану, Учуру та Гонаму через Становий хребет до берегів Амура.

## Притоки
В басейні річки понад 1800 озер, вона приймає близько однієї сотні приток, довжиною 10 км і більше. Найбільших із них, довжиною понад 50 км — 9, із них понад 100 км — 3 (від витоку до гирла):
| Назва притоки  | Довжина,(км) | Площа водозбірного басейну, (км²) | Відстань від гирла р. Гонам, (км) | Витрата води,(м³/с)                                           |
| -------------- | ------------ | --------------------------------- | --------------------------------- | ------------------------------------------------------------- |
| → Токарикан    | 88           |                                   | 548                               |                                                               |
| → Конеркит     | 56           |                                   | 536                               |                                                               |
| → Гувилгра     | 69           |                                   | 469                               |                                                               |
| → Гюскангра    | 53           |                                   | 439                               |                                                               |
| → Итимджа      | 121          | 2900                              | 303                               |                                                               |
| ← Сутам        | 351          | 14300                             | 274                               | 55,75 (193 км) [Архівовано 4 березня 2016 у Wayback Machine.] |
| ← Алтан-Чайдах | 75           |                                   | 242                               |                                                               |
| ← Нингам       | 77           | 1270                              | 167                               |                                                               |
| ← Алгама       | 426          | 21500                             | 3,5                               | 200                                                           |

## На річці
Басейн і береги річки практично не заселені. На берегах розташовані тільки кілька нежилих поселень геологів, споруди зимників та мисливські будиночки.
На берегах річки переважають ліси з дерев хвойних порід, зокрема — модрина, зустрічаються і листяні ліси — береза, осика, верба. У гірських місцевостях переважають альпійські луки (гірська тундра) з кедровим слаником, лишайниками — які часто покривають гольці та куруми. Місцями на берегах річки розташовані скелі-останці.